# Xibes
El poble xibe ("sibe": ᠰᡞᠪᡝ ; (xinès simplificat: 錫伯; xinès tradicional: 錫伯; pinyin: Xíbó) és un poble tungús. Forma una de les 56 minories nacionals de la Xina.

## Particularitats
Els xibes viuen a Jilin i Liaoning, al nord-est de la Xina i també a l'extrem nord-oest, al Xinjiang.
La seva població està al voltant de 172.900 persones. Alguns nuclis de xibes encara practiquen el xamanisme,
La forma tradicional de vestir dels xibes se semblava molt a la dels manxús.

## Situació actual
Actualment, pràcticament tots els xibes han abandonat els vestits tradicionals i ja no es distingeixen de les poblacions urbanes de la Xina. Només la gent gran es posa el vestit tradicional, i això als festivals folklòrics.